# Francoaceae
Francoaceae — це невелика родина квіткових рослин із порядку Геранієві, включаючи роди Francoa й Tetilla. Francoaceae визнаються як родина за різними класифікаційними схемами, але за системою APG III Francoaceae включені до Melianthaceae. У системі APG IV Francoaceae знову визнано родиною, а Melianthaceae включено в опис Francoaceae.
Francoaceae — трав’янисті багаторічні рослини, що характеризуються базальним скупченням чергових черешкових листків. Листові пластинки (lamina) розсічені або цілісні.
Ростуть у Південній Америці, Африці, на Аравійському півострові.

## Роди
- Balbisia
- Bersama
- Francoa
- Greyia
- Melianthus
- Rhynchotheca
- Tetilla
- Viviania